# Goljak (berg)
Goljak (Servisch: Гољак, Albanees: Gollak) is een bergketen in het oostelijk deel van Kosovo en op de grens met Centraal-Servië. Het hoogste punt, Velja glava (Веља Глава) heeft een hoogte van 1181 meter.